# Captain Fantastic and the Brown Dirt Cowboy
Captain Fantastic and the Brown Dirt Cowboy är den brittiska musikern Elton Johns nionde studioalbum, utgivet 1975.
Albumet gick, som första album någonsin, direkt in som etta på Billboards albumlista, och låg där sammanlagt under sju veckor.
I Storbritannien blev det som bäst tvåa. Tidskriften Rolling Stone rankade albumet 2003 som nummer 158 på sin lista över de 500 bästa albumen genom tiderna. Den största hiten från albumet var Someone Saved My Life Tonight.
Albumet är självbiografiskt och beskriver Johns och textförfattaren Bernie Taupins tidiga karriärer i musikbranschen i slutet av 1960-talet.

## Låtlista
Samtliga låtar skrivna av Elton John och Bernie Taupin, om annat inte anges.
1. "Captain Fantastic and the Brown Dirt Cowboy" – 5:46
2. "Tower of Babel" – 4:30
3. "Bitter Fingers" – 4:35
4. "Tell Me When the Whistle Blows" – 4:21
5. "Someone Saved My Life Tonight" – 6:45
6. "(Gotta Get a) Meal Ticket" - 4:00
7. "Better Off Dead" – 2:37
8. "Writing" – 3:42
9. "We All Fall in Love Sometimes" – 4:15
10. "Curtains" – 6:15

### Bonusspår på 1995 års CD-utgåva
1. "Lucy in the Sky With Diamonds" (John Lennon/Paul McCartney) – 6:18
2. "One Day at a Time" (John Lennon) – 3:49
3. "Philadelphia Freedom" – 5:25

## Listplaceringar
| Lista (1975)   | Position            |
| -------------- | ------------------- |
| Danmark        | 1 (DR "Top 20")     |
| Finland        | 10                  |
| Japan          | 20 (Oricon)         |
| Kanada         | 1 (RPM)             |
| Norge          | 2 (VG-lista)        |
| Nya Zeeland    | 1                   |
| Storbritannien | 2 (UK Albums Chart) |
| Sverige        | 2 (Kvällstoppen)    |
| USA            | 1 (Billboard 200)   |
| Västtyskland   | 22                  |
| Österrike      | 7                   |